# 11950 Мореле
11950 Мореле (11950 Morellet) — астероїд головного поясу, відкритий 19 вересня 1993 року.
Тіссеранів параметр щодо Юпітера — 3,173.